# Grébault-Mesnil
Grébault-Mesnil är en kommun i departementet Somme i regionen Hauts-de-France i norra Frankrike. Kommunen ligger i kantonen Moyenneville som tillhör arrondissementet Abbeville. År 2022 hade Grébault-Mesnil 205 invånare.

## Befolkningsutveckling
Antalet invånare i kommunen Grébault-Mesnil
| Referens: INSEE |